# Neli Marinowa-Nesić
Neli Marinowa-Nesić (ur. 27 maja 1971 w Dobriczu) – bułgarska siatkarka, była reprezentantka kraju. Grała na pozycji rozgrywającej. W 2008 roku zakończyła karierę. Jej mężem jest serbski trener Vini Monteschiavo Jesi – Dragan Nesić.

## Kariera zawodnicza
- 1992–1997 CSKA Sofia
- 1998–1999 Crvena Zvezda Belgrad
- 1999–2001 Volley Modena
- 2000–2001 Romanelli Firenze
- 2001–2002 Volley Modena
- 2002–2003 Mujeres Albacete
- 2003–2005 Pallavolo Chieri
- 2005–2007 Vini Monteschiavo Jesi
- 2007–2008 Despar Perugia

## Sukcesy
- Mistrzostwo Włoch: 2000
- Puchar Włoch: 2002
- Puchar Top Teams (teraz CEV): 2005
- Superpuchar Włoch: 2007
- Liga Mistrzyń: 2008
- Wicemistrzostwo Włoch: 2008